# Supercoppa del Belgio (pallacanestro)
La Supercoppa del Belgio di pallacanestro è un trofeo nazionale belga organizzato annualmente dal 2000 tra il vincitore del campionato e il vincitore della Coppa del Belgio.

## Albo d'oro
- 1979  Royal Fresh Air Molenbeek

---
- 1981  Ostenda
- 1982  Ostenda

---
- 1988  Ostenda
- 1989  Ostenda
- 1990  Racing Mechelen
- 1991  Racing Mechelen
- 1992  Racing Mechelen
- 1993  Racing Mechelen
- 1994  Racing Mechelen
- 1995  Brussels
- 1996  Spirou Charleroi
- 1997  Spirou Charleroi
- 1998  Ostenda
- 1999  Spirou Charleroi

- 2000  Ostenda
- 2001  Spirou Charleroi
- 2002  Spirou Charleroi
- 2003  Verviers-Pepinster
- 2004  Liegi
- 2005  Bree
- 2006  Ostenda
- 2007  Anversa Giants
- 2008  Spirou Charleroi
- 2009  Liegi
- 2010  Spirou Charleroi
- 2011  Mons-Hainaut
- 2012  Okapi Aalstar
- 2013  Okapi Aalstar
- 2014  Ostenda
- 2015  Ostenda
- 2016  Anversa Giants
- 2017  Ostenda
- 2018  Ostenda

## Vittorie per club
| Squadra                   | Vittorie | Anni                                                             |
| ------------------------- | -------- | ---------------------------------------------------------------- |
| Ostenda                   | 11       | 1981, 1982, 1988, 1989, 1998, 2000, 2006, 2014, 2015, 2017, 2018 |
| Spirou Charleroi          | 7        | 1996, 1997, 1999, 2001, 2002, 2008, 2010                         |
| Racing Mechelen           | 5        | 1990, 1991, 1992, 1993, 1994                                     |
| Liegi                     | 2        | 2004, 2009                                                       |
| Anversa Giants            | 2        | 2007, 2016                                                       |
| Okapi Aalstar             | 2        | 2012, 2013                                                       |
| Royal Fresh Air Molenbeek | 1        | 1979                                                             |
| Brussels                  | 1        | 1995                                                             |
| Royal Pepinster           | 1        | 2003                                                             |
| Bree                      | 1        | 2005                                                             |
| Mons-Hainaut              | 1        | 2011                                                             |